# Садиба Вулсторп

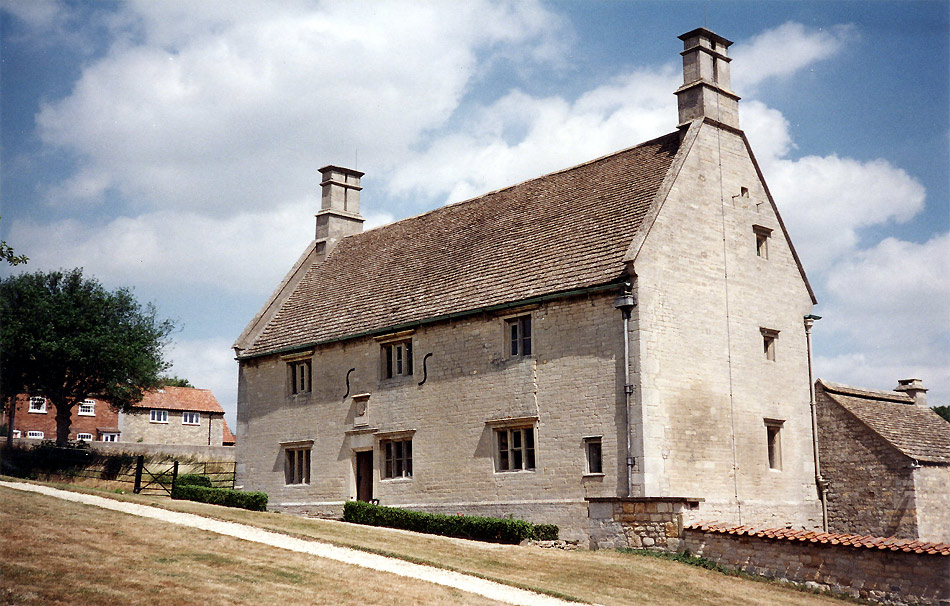
Садиба

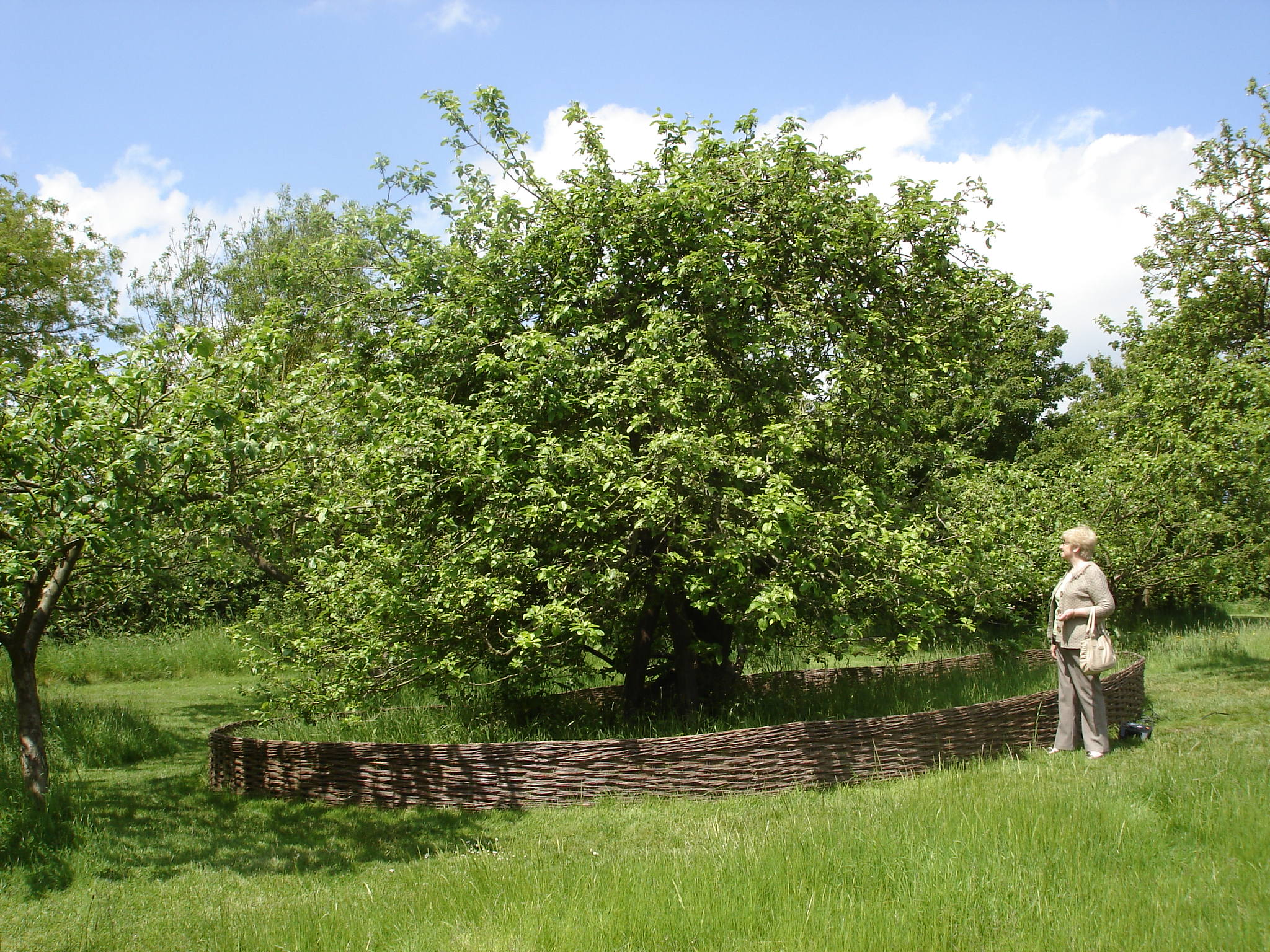
Яблуня в саду, з якої Ньютону на голову впало яблуко

Садиба Вулсторп (англ. Woolsthorpe Manor) — садиба у Лінкольнширі, Велика Британія, місце народження та юнацтва Ісаака Ньютона, де за легендою йому на голову впало яблуко, що підштовхнуло його сформулювати закону всесвітнього тяжіння.

## Місце розташування
Садиба Вулсторп розташована приблизно за 170 км на північ від Лондона у графстві Лінкольншир, біля Грентему, Місце народження Ісаака Ньютона 25 грудня 1642 (за старим стилем). Тоді це була ферма, на якій, переважно, вирощували овець (звідси посилання на шерсть в назві — Торп, походить від вікінгів, слово, що означає подвір'я).
Ньютон повернувся сюди коли Кембриджський університет закрили через чуму, і тут у 1665–1667 рр. він провів багато зі своїх найвідоміших експериментів, серед них найбільш значуща — робота про світло та оптику. Вважають, що саме тут Ньютону на голову впало яблуко з дерева, яке надихнуло його сформулювати свій закон всесвітнього тяжіння.
Тепер Садиба Вулсторп перебуває під наглядом Національного трасту, — організації, яка займається охороною місць, що становлять історичний інтерес, або виражають природну красу Великої Британії. Вона відкрита для відвідувачів від весни до осені. Садиба являє собою типовий фермерський будиночок XVII століття.
Нові приміщення будинку, як раніше були приватними, стали відкритими для відвідувачів в 2003 році, в тому числі відбудована драбина (яка колись вела до сінника на горищі та зерносховища і які можна побачити на тогочасних малюнках) і відновлений сад з огорожею.
Одна з колишніх будівель у дворі обладнана так, що відвідувачі можуть на практиці перевірити фізичні принципи, які Ньютон досліджував в будинку.

### Поселення
Вулсторп-бай-Колстервос (англ. Woolsthorpe-by-Colsterworth) виріс з маленького хутора, у якому розміщувалось декілька будинків у XVII столітті, в невелике село, в якому сьогодні налічується трохи більше сотні будинків. Більша частина землі, яка колись була прилягала до садиби Вулсторп, була продана сусідній сім'ї. Садиба Вулсторп залишається на краю села, переважно в оточенні полів.